# Lanciano
Lanciano är en stad och kommun i provinsen Chieti, i regionen Abruzzo i södra Italien. Kommunen hade 34 899 invånare (2018). och gränsar till kommunerna Atessa, Castel Frentano, Fossacesia, Frisa, Mozzagrogna, Orsogna, Paglieta, Poggiofiorito, Rocca San Giovanni, San Vito Chietino, Sant'Eusanio del Sangro samt Treglio. Ett katolskt mirakel har ägt rum i modern tid i Lanciano. Det finns även legender som påstår att Longinus, den romerske centurion som stötte sitt spjut i Jesus sida under korsfästelsen, skulle vara från Lanciano.
Enligt legender skulle staden Lanciano, på latin kallad Anxanum, vara grundad av en trojansk flykting som kom med Aeneas till Apenninska halvön. Arkeologiska lämningar visar att området har varit befolkat sedan 5000 f.Kr. Anxanum var en av den italiska stammen frentanernas städer, och under den perioden var staden förmodligen influerad av magna Graecia. Efter samnitiska krigen (där frentanerna var allierade med romarna) blev staden municipium. Man kan förmoda att staden under romersk tid var en blomstrande handelsstad, eftersom den låg på den urgamla handelsrutten mellan Pescara och Apulien.
Lanciano plundrades av goterna under västroms fall och förstördes under den lombardiska invasionen kring år 571. Erövrarna byggde ett slott i området och kring det växte en ny bosättning fram. Denna bosättning erövrades av bysantinerna som lade det under Chietis kontroll. Under sjuhundratalet erövrades sedan Lanciano av frankerna och området tillföll Spoleto.
År 1060 gjorde normanderna det till ett centrum i Kungariket Sicilien, varvid Lanciano återigen blomstrade. År 1340 var Lanciano Abruzzos största stad (6.500 invånare) med ett rikt näringsliv (keramik, ull, silke, guldarbeten, järnarbeten) och staden fick viktiga privilegier av såväl Fredrik II som sonen Manfred. Dessa privilegier innebar att staden fick omfattande administrativ autonomi. Karl I av Neapel skänkte vinsten från Lancianos hamn till Peterskyrkan i Vatikanen. Senare var staden ofta i krig med Ortona. När påven Gregorius XII flydde från Cividale var det i Lanciano han åter kom till napolitanskt territorium (året var 1409) och därifrån begav sig till Gaeta.
Efter italienska krigen och som en konsekvens av de ändrade handelsmönstren i och med upptäckten av Amerika, förlorade Lanciano sitt välstånd. Staden var en del av Parthenopeiska republiken (1799) och gjorde revolt mot det spanska huset Bourbon vid upprepade tillfällen (1848, 1849 och 1853). Kort därefter röstade Lanciano om att bli annekterad till Kungariket Italien. Under andra världskriget var Lanciano ett centrum för motstånd mot den tyska ockupationen och attackerade även tyska soldater (6 oktober 1943).